# Karviná (nový zámek)
Nový zámek v Karviné (nazývaný též Solca) je zaniklá stavba, která stála mezi Dolem Darkov a Dolem Gabriela ve městě Karviná, místní části Doly. Dříve se jednalo o samostatnou obec Solca. Dnes se v okolí místa bývalého zámku nachází řada kališť.

## Historie

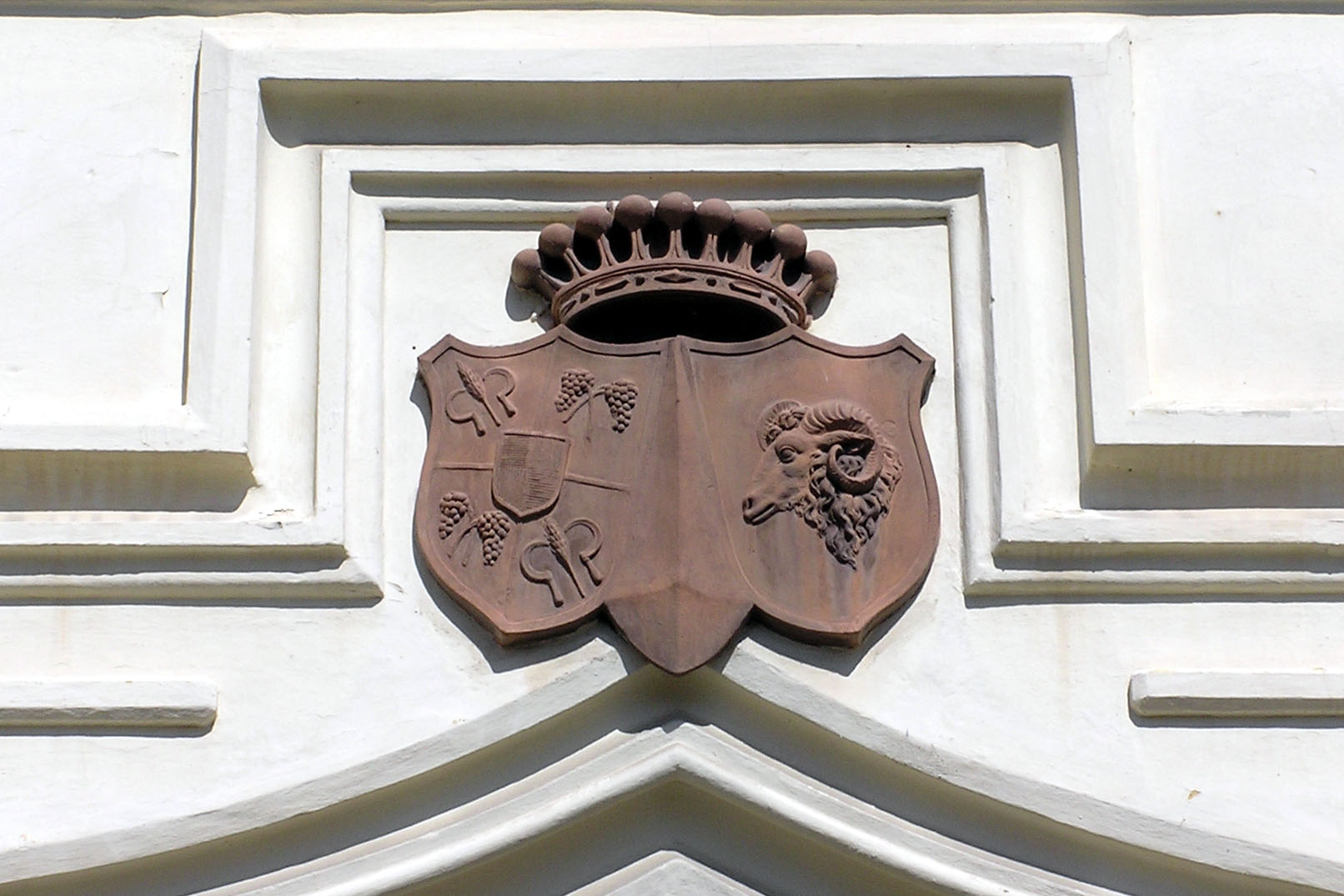
erb rodu Larisch von Mönnich

Zámek nechal v roce 1873 jako nové sídlo hrabat Larischů postavit Jindřich Larisch-Mönnich II. V roce 1905 byl u hlavního vchodu přistavěn sloupový portik s balkonem. Na podzim 1944 se museli majitelé zámku vzdát ve prospěch německého wehrmachtu. Dne 5. prosince 1944 zámek po jedné pitce německých vojáků vyhořel, a protože byl v roce 1945 zkonfiskován, došlo k opravě zámku až v roce 1947, když předtím byla nejvíce poškozená východní část zámku stržena. V roce 1946 se majitelem zámku stalo město Karviná. Od roku 1950 byl zámek v majetku Ústavu národního zdraví, který do něj umístil Dům zdraví v Karviné. V roce 1952 byl zámek vyklizen a v roce 1953 musel být kvůli poddolování zbourán. Kromě zámku stejný osud potkal také zámecký park s exotickými rostlinami, dům pro služebnictvo a zámeckou kapli.

## Podoba
Až do opravy po požáru mezi lety 1947–1950 měl zámek podobu dvoupatrové novorenesanční budovy. V roce 1950 už ovšem byl bez východní části a šlo jen o jednopatrovou budovu.

## Hraběcí hrobka
Jiný osud než zbytek zámeckého areálu měla rodinná hrobka hrabat Larisch von Mönnich. Ta byla rozebrána a umístěna v areálu Technických služeb. Později došlo ke znovuobnovení hrobky, která je dnes umístěna v parku Boženy Němcové v Karviné-Fryštátě. Bohužel její dnešní podoba originálu neodpovídá. Původní hrobka měla podobu antického chrámu.

## Zachráněné části
Kromě hraběcí hrobky se ze zámku zachovala také kašna z roku 1883, která stávala před hlavním průčelím zámku v bazénku v podobě čtyřlístku. Od roku 1970 byla umístěna v parku Boženy Němcové. Dnes se nachází v zámku Fryštát.

## Rod Larisch von Mönnich
V roce 1569 získal karvinské panství rytířský rod z Horního Slezska, Larischové, v roce 1748 povýšeni na hrabata. Po svatbě Johanna Josefa Larische s baronkou Annou von Mönnich došlo ke spojení obou rodů a vzniku hrabat Larisch von Mönnich.